# هارلو (فیلم ماگنا)
«هارلو» (انگلیسی: Harlow (Magna film)) فیلمی در ژانر زندگینامه‌ای است که در سال ۱۹۶۵ منتشر شد.

## بازیگران
- آدری توتر
- بری سالیوان
- کرول لینلی
- افرم زیمبالیست جونیور
- جینجر راجرز
- هرمیون بادلی
- هرد هتفیلد
- جک کروشن
- جان ویلیامز
- کلیف نورتون